# Kuroko

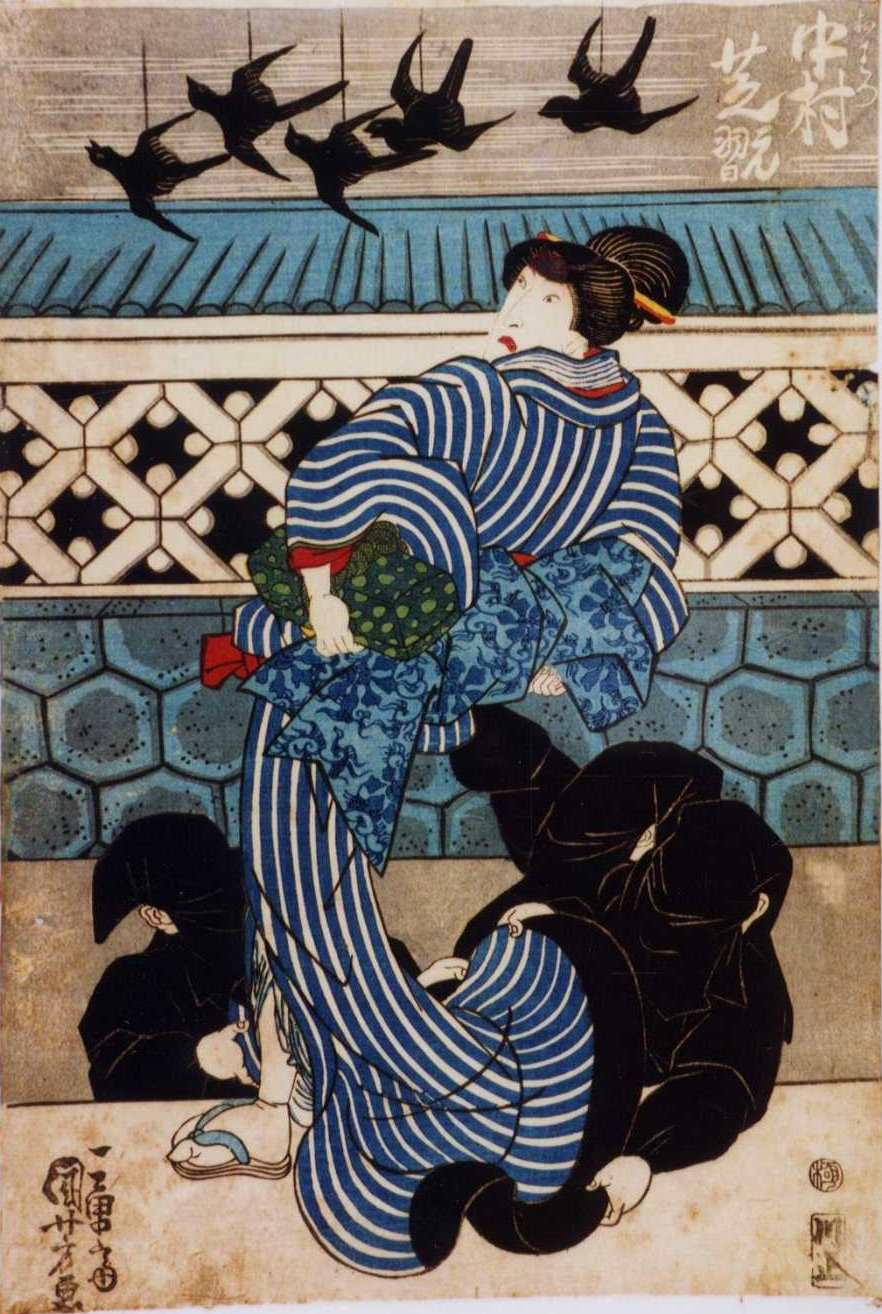
Stampa di Kuniyoshi Utagawa raffigurante un attore con tre kuroko

I kuroko (黒子?, "uomo nero"/"vestiti neri") sono dei macchinisti teatrali previsti nelle opere tradizionali del teatro giapponese che, durante il loro lavoro, indossano particolari abiti neri che li ricoprono integralmente.

## Funzioni
Nel kabuki i kuroko eseguono molte delle funzioni svolte dai tecnici che normalmente operano dietro le quinte della scena. Tra i loro compiti ci sono quelli relativi a:
- spostamento dei fondali presenti sul palcoscenico;
- spostamento degli oggetti utilizzati durante la rappresentazione;
- fornire assistenza durante il cambio delle scene e degli abiti.

I kuroko sono spesso utilizzati anche per rappresentare animali o altri ruoli che non richiedono di essere interpretati da un attore ma possono essere resi tenendo o spostando un oggetto. Uno dei loro compiti è quello di rappresentare i fuochi fatui, elemento presente in numerose scene delle opere giapponesi.

## Tenuta di scena

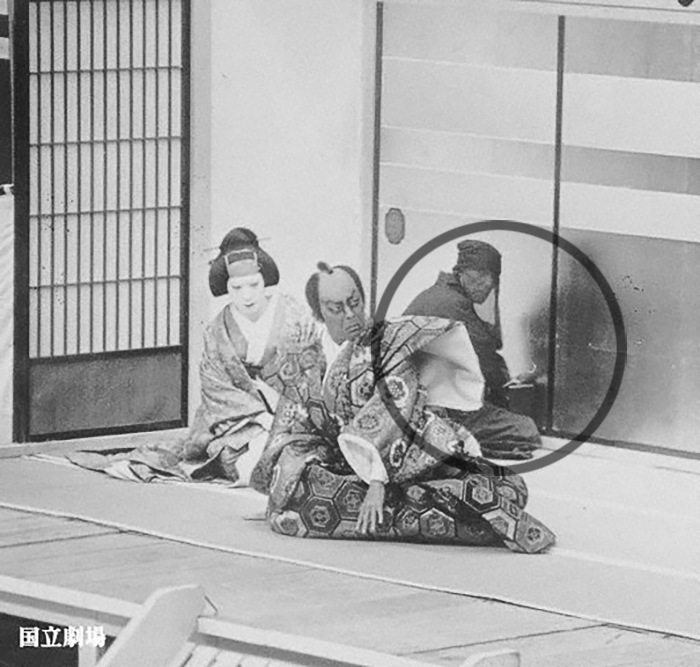
Kuroko dietro gli attori sul palcoscenico

I kuroko indossano una sorta di tuta nera dotata di maschera che li ricopre integralmente dalla testa ai piedi. Il loro abbigliamento li rende invisibili al pubblico, sottolineando il fatto che non sono protagonisti degli eventi rappresentati sul palcoscenico.
La pratica di vestirsi in nero (rendendosi invisibili) è di fondamentale importanza per il bunraku, dove i personaggi sono rappresentati da grandi marionette manovrate a vista. I kuroko possono indossare una tuta bianca o blu per mimetizzarsi meglio se il fondale rappresenta una tempesta di neve o il mare. In questo caso i kuroko vengono indicati con il nome di Yukigo (雪子?, uomo della neve) o Namigo (波子?, uomo dell'onda).

La convenzione di vestirsi di nero fu estesa agli attori del kabuki raffiguranti dei ninja furtivi. Lo storico inglese Stephen Turnbull ha ipotizzato che lo stereotipo del ninja vestito completamente in nero derivi proprio dai kabuki. In realtà i veri ninja — vissuti molto prima dell'avvento del teatro kabuki — per esigenze di lavoro possono in alcuni casi aver indossato una tuta completamente nera; questa però non era la loro divisa abituale.
Nel teatro Nō sono presenti i kōken, assistenti vestiti di nero che non indossano la maschera, che svolgono le stesse funzioni assegnate ai kuroko.

## Ikurokonella cultura di massa
La figura del kuroko viene citata in numerose opere moderne. Questi sono alcuni esempi di film, videogiochi, serie televisive e anime in cui sono presenti dei kuroko o personaggi a loro ispirati:
- Le azioni dei kuroko sono state utilizzate spesso negli ultimi lavori di Nagi Noda.[3] Due videoclip in cui questo aspetto è particolarmente evidente sono quelli del brano She's My Man degli Scissor Sisters e del brano Precious della cantante giapponese MEG.[4]
- Un kuroko è presente come arbitro nei videogiochi delle serie Samurai Shodown e Power Instinct. Negli stessi giochi è possibile, in alcuni livelli nascosti, giocare con un personaggio che ha le sembianze di un kuroko.
- I devoti servitori di Ryoko Mendo, uno dei personaggi della serie manga e anime Lamù, sono dei kuroko.
- I kuroko sono dei personaggi ricorrenti in due serie televisive del genere Super Sentai:  Ninpuu Sentai Hurricaneger del 2002 e Samurai Sentai Shinkenger del 2009.
- Il protagonista dell'anime Kuroko's Basket Tetsuya Kuroko ha l'abilita di sviare gli avversari rendendosi quasi invisibile. Questo è un riferimento alla dote principale dei kuroko, dei quali prende anche il nome.